# Rudolf von Rüdesheim
Rudolf von Rüdesheim (ok. 1402 – 17 stycznia 1482) – biskup wrocławski oraz legat papieski.

## Życiorys
Pochodził z Rüdesheim w Nadrenii. Studiował w Heidelbergu, Rzymie i Kolonii, pracował jako audytor w Kurii Rzymskiej, był prepozytem w Wormacji, Moguncji i Fryzyndze oraz kanonikiem w Wormacji. Brał udział w soborze w Bazylei. Od 1463 biskup Lavant, pracował w służbie dyplomatycznej Stolicy Apostolskiej, m.in. jako legat na Węgrzech i w Czechach. Jako legat papieski przysłany został do Polski w czasie wojny trzynastoletniej (1454–1466). Sprzyjając zakonowi krzyżackiemu uczestniczył w czasie rokowań w Nieszawie. Był też świadkiem pokoju toruńskiego zawartego w 1466.
W 1468 roku został wybrany przez kapitułę na biskupa wrocławskiego. Współcześni oceniali go jako człowieka łagodnego i roztropnego. Podczas swoich rządów był uwikłany w konflikt pomiędzy Maciejem Korwinem i Kazimierzem Jagiellończykiem po śmierci Jerzego z Podiebradów. W wojnie o Śląsk zwyciężył Maciej Korwin, któremu biskup musiał dochować wierności zgodnie ze złożoną przysięgą.
W 1480 zatwierdził nowe statuty obowiązujące aż do 1810, które między innymi zabraniały plebanom mieszkania pod jednym dachem z kobietą, nawet jeśli była członkiem rodziny.
Biskup Rudolf von Rüdesheim odprawił także dwa synody diecezjalne w 1473 i 1475, poświęcone sprawom związanym z liturgią, posługą kapłanów i życiem religijnym wiernych. Ustawy obydwu synodów zostały wydane drukiem w 1475 przez Kaspera Elyana. Był to pierwszy dokument drukowany na terenie Śląska, obecnie znajduje się w Bibliotece Uniwersytetu Wrocławskiego.
Biskup Rudolf zmarł we Wrocławiu 17 stycznia 1482 roku i został pochowany w prezbiterium katedry.